# Vini Caldirola (equipo ciclista)
El Vini Caldirola  fue un equipo ciclista profesional italiano que compitió entre 1998 y 2004. El equipo fue fundado por Roberto Amadio a partir de la base del antiguo equipo del Aki-Safi. En 2001 se fusiona con Amica Chips-Tacconi Sport. Al final de la temporada 2004, el patrocinador principal anunció su retirada y la mayoría de ciclistas fueron al nuevo equipo de Liquigas-Bianchi.

## Corredor mejor clasificado en las Grandes Vueltas
| Año  | Giro de Italia           | Tour de Francia     | Vuelta a España        |
| ---- | ------------------------ | ------------------- | ---------------------- |
| 1989 | 43.º Maurizio Rossi      | -                   | -                      |
| 1990 | 26.º Roberto Visentini   | -                   | 79.º Claudio Brandini  |
| 1991 | 18.º Franco Vona         | -                   | -                      |
| 1992 | 21.º Paolo Botarelli     | -                   | -                      |
| 1993 | 26.º Dmitri Konyshev     | -                   | -                      |
| 1994 | 82.º Gianluca Gorini     | -                   | 88.º Stefano Cattai    |
| 1995 | 24.º Andrei Teteriouk    | 46.º Zenon Jaskuła  | -                      |
| 1996 | 7.º Stefano Faustini     | -                   | '5.º' Stefano Faustini |
| 1997 | 4.º Nicola Miceli        | -                   | 56.º Serhi Honchar     |
| 1998 | 22.º Stefano Faustini    | -                   | -                      |
| 1999 | 7.º Serhi Honchar        | -                   | -                      |
| 2000 | 2.º Francesco Casagrande | 16.º Roberto Conti  | -                      |
| 2001 | 12.º Peter Luttenberger  | -                   | -                      |
| 2002 | 10.º Dario Frigo         | 25.º Dario Frigo    | 29.º Sylwester Szmyd   |
| 2003 | 2.º Stefano Garzelli     | 87.º Steve Zampieri | 107.º Giampaolo Cheula |
| 2004 | 6.º Stefano Garzelli     | -                   | 11.º Stefano Garzelli  |

## Principales ciclistas
- Stefano Garzelli
- Francesco Casagrande
- Eddy Mazzoleni
- Gianluca Bortolami
- Romāns Vainšteins
- Dario Frigo
- Serhiy Honchar

## Principales trunfos
- 1999
  - Clásica de San Sebastián (Francesco Casagrande)
  - Vuelta a Suiza (Francesco Casagrande)
  - Vuelta a los Países Bajos (Serguei Gontchar)
  - Chrono des Nations (Serhiy Honchar)
  - Gran Premio de las Naciones (Serhiy Honchar)
  - París-Bruselas (Romāns Vainšteins)
  - Dos etapas del Giro de Italia (Romāns Vainšteins), Francesco Casagrande
- 2000
  - Flecha Valona (Francesco Casagrande)
  - Una etapa del Giro de Italia (Francesco Casagrande)
- 2001
  - Tour de Flandes (Gianluca Bortolami)
- 2002
  - Campeonato de Zúrich (Dario Frigo)
  - Tour de Romandía (Dario Frigo)
  - Una etapa del Tour de Francia (Dario Frigo)

### Grandes vueltas
- Giro de Italia
  - 7 participacions (1998, 1999, 2000, 2001, 2002, 2003, 2004
    - 1999. 2 etapas Romāns Vainšteins, Serhiy Honchar
    - 2000. 1 etapa Francesco Casagrande
    - 1 classificació sencudària: Gran Premio de la Montaña: Francesco Casagrande 2000
- Tour de Francia
  - 3 participacions (2000, 2002, 2003)
    - 2002. 1 etapa Dario Frigo
- Vuelta a España
  - 3 participaciones (2002, 2003, 2004)

## Clasificaciones UCI
Hasta 1998 los equipos ciclistas se encontraban clasificados dentro de la UCI en una única categoría. En 1999 la clasificación UCI por equipos se dividió en GSI, GSII y GSIII. De Acuerdo con esta clasificación los Gruipos deportivos II son la segunda división de los equipos ciclistas profesionales.
| Temporada | Clasificación por equipos | Mejor ciclista en la clasificación individual |
| --------- | ------------------------- | --------------------------------------------- |
| 1998      | 36.º                      | Stefano Faustini (179.º)                      |
| 1999      | 11.º                      | Francesco Casagrande (8.º)                    |
| 2000      | 7.º                       | Francesco Casagrande (1.º)                    |
| 2001      | 15.º                      | Andrej Hauptman (41.º)                        |
| 2002      | 17.º                      | Dario Frigo (6.º)                             |
| 2003      | 20.º                      | Stefano Garzelli (21.º)                       |
| 2004      | 23.º                      | Stefano Garzelli (39.º)                       |